# Aybüke Pusat
Aybüke Pusat (Ankara, 25 de febrero de 1995) es una actriz, bailarina y modelo turca.

## Biografía
De origen turca por parte de padre y de etnia tártara por parte de madre, Aybüke Pusat se apasionó por el mundo de la danza y los concursos de belleza cuando era adolescente. Luego estudió ballet en el Conservatorio Estatal de Ankara de la Universidad de Hacettepe, antes de participar en el certamen de belleza Miss Turquía 2014. Al finalizar el concurso, fue elegida con el título de Miss Tierra Turquía, gracias al cual accedió al Miss Tierra 2014 como representante de su país, pero luego decide seguir la carrera de actriz, tras la notoriedad que adquirió.
En 2014 y 2015 consiguió su primer papel actoral en la serie de televisión Medcezir, una nueva versión turca del drama adolescente estadounidense The O. C., donde interpretó el papel de Elif Denizer. Entre 2015 y 2016 interpretó el papel de Zeynep en las series Beş Kardeş y O Hayat Benim y el papel de Su Beyoğlu en la serie Familya . En 2017 consiguió el papel del protagonista Bahar Kutlu en la serie de acción Söz, junto a los actores Tolga Sarıtaş, Serhat Kılıç y Mehmet Özgür. Al año siguiente, en 2018, participó en la serie Şahin Tepesi, interpretando el papel de Verda Özden.
En 2019 hizo su debut en la pantalla grande después de que el director Nihat Durak la eligiera como Nardin en la película Kapı. Ese mismo año fue elegida para interpretar el papel de Selin Sever en la serie Her Yerde Sen, junto al actor Furkan Andıç. En 2021, interpretó el papel de Dilara Adıvar en la serie web 50m2 y apareció en la serie web Acans.
En 2022 consiguió el papel de Güneş en la serie web Hayaller ve Hayatlar. En 2022 y 2023 interpretó el papel de Nisan Ergün en la serie Sıfırıncı Gün. En 2023 interpretó a Defne Andıç en la serie web Alef. Ese mismo año se unió al elenco de la serie de acción Teşkilat, interpretando el papel de Neslihan Erdemsoy.

## Filmografía

### Cine
| Año  | Título | Personaje     | Director    |
| ---- | ------ | ------------- | ----------- |
| 2019 | Kapı   | Nardin Sezgin | Nihat Durak |

### Televisión
| Año           | Título        | Personaje         | Cadeña  | Notas        |
| ------------- | ------------- | ----------------- | ------- | ------------ |
| 2014          | Medcezir      | Elif Denizer      | Star TV | 37 episodios |
| 2015          | Beş Kardeş    | Zeynep            | Kanal D | 3 episodios  |
| 2015-2016     | O Hayat Benim | Zeynep            | Fox     | 40 episodios |
| 2016          | Familya       | Su Beyoğlu        | Fox     | 10 episodios |
| 2017          | Söz           | Bahar Kutlu       | Star TV | 50 episodios |
| 2018          | Şahin Tepesi  | Verda Özden       | ATV     | 6 episodios  |
| 2019          | Her Yerde Sen | Selin Sever       | Fox     | 23 episodios |
| 2022-2023     | Sıfırıncı Gün | Nisan Ergün       | TV8     | 8 episodios  |
| 2023-presente | Teşkilat      | Neslihan Erdemsoy | TRT 1   | ¿? episodios |

### Web TV
| Año  | Título               | Personaje     | Plataforma   | Notas        |
| ---- | -------------------- | ------------- | ------------ | ------------ |
| 2021 | 50m2                 | Dilara Adıvar | Netflix      | 8 episodios  |
| 2021 | Acans                |               | BluTV        | 1 episodio   |
| 2022 | Hayaller ve Hayatlar | Güneş         | beIN CONNECT | 26 episodios |
| 2023 | Alef                 | Defne Andıç   | BluTV        | 8 episodios  |

## Comerciales
| Año  | Agencia  | Marca          |
| ---- | -------- | -------------- |
| 2019 | Unilever | Signal         |
| 2020 | P&G      | Gillette Venus |
| 2022 |          | Hummel         |

## Premios y reconocimientos
| Año  | Premio                          | Categoría                                  | Trabajo       | Resultado | Notas            |
| ---- | ------------------------------- | ------------------------------------------ | ------------- | --------- | ---------------- |
| 2018 | Pantene Golden Butterfly Awards | Mejor actuación de actriz                  | Söz           | Nominada  |                  |
| 2019 | Turkey Youth Awards             | Mejor actriz de televisión                 | Söz           | Nominada  |                  |
| 2019 | Pantene Golden Butterfly Awards | Mejor actriz en serie de comedia romántica | Her Yerde Sen | Nominada  | [ 25 ] [ 26 ]    |
| 2019 | Pantene Golden Butterfly Awards | Mejor pareja de televisión                 | Her Yerde Sen | Ganadora  | Con Furkan Andıç |
| 2019 | Turkey Youth Awards             | Mejor actriz de televisión                 | Şahin Tepesi  | Nominada  |                  |